# Marc Merson
Marc Merson, geboren als Marcus Henry Merson, (* 9. September 1931 in New York; † 29. September 2013 in Los Angeles, Kalifornien) war ein US-amerikanischer Filmproduzent, Drehbuchautor und Filmschaffender. Merson arbeitete an Filmen wie Das Herz ist ein einsamer Jäger und Doc Hollywood mit und war sowohl für den Oscar als auch den Emmy nominiert.

## Biografie
Merson schloss sein Studium am Swarthmore College in Pennsylvania ab. Später war er mehrere Jahre als Programmleiter bei CBS tätig, wo er auch Castings leitete, bevor er 1966 Brownstone Productions gründete. Der 1967 von ihm produzierte Pilotfilm für eine geplante ABC-Sitcom namens Dilby fand keinen Käufer. Für seine Mitarbeit an der neu entstandenen Anthologieserie ABC Stage 67, deren erste Folge unter dem Titel The Love Song of Barney Kempinski lief, war er im selben Jahr für einen Emmy nominiert. Er arbeitete dort erstmals mit Alan Arkin zusammen. Ebenfalls 1967 produzierte Merson für NBC den Fernsehfilm Androcles and the Lion (Androklus und der Löwe) nach einem Stück von George Bernard Shaw mit Liedern von Richard Rodgers. Die Zusammenarbeit mit Arkin setzte sich 1968 in der von Robert Ellis Miller nach dem gleichnamigen Roman von Carson McCullers entstandenen Verfilmung Das Herz ist ein einsamer Jäger fort, in der Arkin den taubstummen John Singer spielte, wofür er seinen zweiten Oscar erhielt. Merson produzierte den Film zusammen mit Thomas C. Ryan. Für den von ihm produzierten Kurzfilm People Soup, der von Alan Arkin geleitet wurde und in dem zwei seiner Söhne auftraten, wurde Merson 1970 mit einer Oscarnominierung belohnt. Daran schlossen sich weitere Arbeiten fürs Fernsehen an.
Im Jahr 1976 produzierte Merson dann den autobiografischen Film Leadbelly, der das Leben des Folksängers Huddie William Ledbetter (besser bekannt als „Leadbelly“) dokumentiert. In der Titelrolle war Roger E. Mosley zu sehen. In den Jahren 1978/1979 war Merson an der CBS-Drama-Serie Kaz & Co im Produzententeam beteiligt. Ron Leibman spielte darin einen Autodieb, der zum Strafverteidiger wird. Weitere Arbeiten fürs Fernsehen folgten.
Letztmals machte Merson 1991 als Produzent mit der Filmkomödie Doc Hollywood mit Michael J. Fox in der Hauptrolle auf sich aufmerksam. Im selben Jahr war er einer der Organisatoren der Eco Expo, der ersten nationalen Messe für Umweltkonsumenten und ab 2009 Vorsitzender der China Eco Expo. Er produzierte zwei große Umweltmessen in Zusammenarbeit mit dem chinesischen Bauministerium sowie eine internationale Umweltkonferenz in Zusammenarbeit mit der Stadt Shenzhen.
Mersen, der verheiratet war und zwei Töchter hatte, starb im Alter von 82 Jahren im Cedars-Sinai Medical Center in Los Angeles an Herzversagen.

## Filmografie (Auswahl)
als Produzent, wenn nicht anders angegeben
- 1959: The World of Sholom Aleichem (Fernsehfilm; Casting-Direktor)
- 1960: Play of the Week (Fernsehserie, Folge Night of the Auk; Casting-Direktor)
- 1966: ABC Stage 67 (Fernsehserie, Folge 1.1 The Love Song of Barney Kempinski)
- 1967: Androcles and the Lion (Fernsehfilm)
- 1968: Das Herz ist ein einsamer Jäger
- 1969: People Soup (Kurzfilm)
- 1971: The David Frost Revue (Fernsehserie, eine Folge)
- 1974: We’ll Get By (Fernsehserie, Folge Apple’s Way)
- 1974: Moe and Joe (Fernsehfilm)
- 1976: Leadbelly
- 1976: Hickey (Fernsehfilm)
- 1977: Riding High (Fernsehfilm)
- 1978: The Waverly Wonders (Fernsehserie, Folge Pied Piper)
- 1978, 1979: Kaz & Co (Kaz; Fernsehserie, 23 Folgen)
- 1980: Marriage Is Alive and Well (Fernsehfilm)
- 1981: Rise and Shine (Fernsehserie, Pilotfilm; Drehbuch)
- 1981: Jessica Novak (Fernsehserie, 4 Folgen)
- 1982: The Rules of Marriage (Fernsehfilm)
- 1983: Dusty (Fernsehfilm; + Drehbuch)
- 1983: Full House (Fernsehfilm)
- 1985: Comedy Factory (Fernsehserie, Folge Side by Side)
- 1987: CBS Summer Playhouse (Fernsehserie, Folge Sons of Gunz)
- 1991: Doc Hollywood
- 2013: SP.Oil (Kurzfilm; Darsteller des Großvaters)

## Auszeichnungen
Primetime-Emmy-Verleihung 1967
- Nominiert mit ABC Stage 67, Episode The Love Song of Barney Kempinski in der Kategorie „Bestes Dramaprogamm“

Oscarverleihung 1970
- Nominiert mit dem Film People Soup in der Kategorie Bester Kurzfilm (Live Action)